# Tsjoevasjië
Tsjoevasjië (Russisch: Чувашия Республика; Tsjoevasjieja Respoeblika, Tsjoevasjisch: Чӑваш Ен Республики; Tsjăvasj Jen Respoebliki) is een autonome republiek van de Russische Federatie en het thuisland van de Bulgaars-Turkse Tsjoevasjen.

## Geschiedenis
De Tsjoevasjen stammen af van vroege Turkssprekende Bulgaarse en Suaarse (of Suvaarse) stammen, die in verband met droogte vanuit hun gebied (dat ze Ulyps noemen) tussen de Tiensjan en de Altaj aan de bovenloop van de Irtysj in Centraal-Azië in de 2e en 3e eeuw naar de Noordelijke Kaukasus trokken. Hier verbleven ze vijf eeuwen lang, tot in de 8e eeuw, en stichtten ze in de 7e eeuw het rijk Groot-Bulgarije. Toen de Arabieren hun gebied binnenvielen, vertrok een deel van hen in de 7e en 8e eeuw naar de Balkan, waar ze assimileerden met de daar woonachtige Slaven. Hierdoor werd de grondslag van het huidige Bulgarije gelegd.
Een ander deel trok onder leiding van kan Kotrag naar de Centrale Wolgaregio (Midden-Povolzje) en stichtte hier in de 10e eeuw het vroegmiddeleeuwse feodale rijk Wolga-Bulgarije. De Tsjoevasjen ontstonden in de 10e eeuw uit dat deel van de Bulgaarse bevolking dat zich niet bekeerde tot de islam. Hun naam is afkomstig van het woord Suvaren (Sjuvaren), die al in de 10e eeuw Sjoevasjes werden genoemd. Tijdens de Mongoolse invasie van Wolga-Bulgarije in 1236 trokken de Tsjoevasjen naar het noorden, naar de gebieden waar Finse stammen, zoals de Mari woonden. In 1438 werd het, met de val van de Gouden Horde, onderdeel van het kanaat Kazan. De Tsjoevasjen vluchtten voor de invasies de bossen in en wilden zich opnieuw niet onderwerpen aan de islam.
In 1551, na bijna 120 jaar, werd dit kanaat ten val gebracht door de tsaristische troepen en kwamen de Tsjoevasjen vrijwillig onder Russisch gezag om zo hun eigen natie te kunnen behouden en de voortdurende feodale oorlogen die het gebied hadden verwoest te doen stoppen. De Russen duidden hen aanvankelijk aan als "het bergvolk". De Tsjoevasjen moesten zich toen echter wel bekeren tot het christendom. De invloed van het Russische Rijk zorgde voor de opname van veel Russische woorden in de Tsjoevasjische taal, die pas in de 19e eeuw voor het eerst in geschreven vorm uitkwam op basis van het Russische cyrillische alfabet. Van 1708 tot 1920 was Tsjoevasjië grotendeels onderdeel van het gouvernement Kazan en gedeeltelijk van het gouvernement Simbirsk.
In de Russische Burgeroorlog raakte het betrokken bij de moslimstaat Idel-Oeral. Op 24 juni 1920 werd de Tsjoevasjische Autonome Oblast geformeerd, die in april 1925 werd veranderd naar de Tsjoevasjische Autonome Socialistische Sovjetrepubliek. In 1992 werd de huidige autonome republiek Tsjoevasjië geformeerd uit de Tsjoevasjische ASSR.

## Geografie
Tsjoevasjië ligt in het centrale deel van Europees Rusland en vormt het hart van de regio van de Wolga en de Vjatka halverwege Nizjni Novgorod en Kazan. Het is een van de kleinste autonome republieken, maar ook een van de dichtstbevolkte met een bevolkingsdichtheid van meer dan 70 mensen per km².
De noordelijke en westelijke grens van de republiek wordt gevormd door de rivier de Wolga. Tsjoevasjië heeft bestuurlijke grenzen met de autonome republiek Mari El (noorden), de oblast Nizjni Novgorod (westen), de autonome republiek Mordovië (zuiden), de oblast Oeljanovsk (zuiden) en Tatarije (oosten). De hoofdstad is Tsjeboksary, een belangrijk industrieel centrum dat aan de Wolga ligt op 560 kilometer ten oosten van Moskou.

## Demografie
De bevolking bedroeg 1.313.754 personen bij de Russische volkstelling van 2002, waarvan 60,9% in stedelijk gebied woont. Een derde van de bevolking woont in de hoofdstad Tsjeboksary.
De belangrijkste bevolkingsgroep wordt gevormd door de Tsjoevasjen met 889.268 personen (67,7%). Verder wonen er 348.515 Russen (26,5%), 36.379 Wolga-Tataren (2,8%), 15.993 Mordvienen (1,2%), 6.422 Oekraïners (0,5%) en een groot aantal andere etniciteiten, die minder dan 0,5% van de bevolking uitmaken.
De Tsjoevasjen hangen overwegend het Russisch-orthodoxe geloof aan. Een klein deel is islamitisch.

## Geboren
- Lidia Grigorjeva (1974), atlete
- Albina Mayorova (1977), atlete
- Tatjana Petrova (1983), atlete
- Vera Sokolova (1987), atlete